# César-François Cassini de Thury

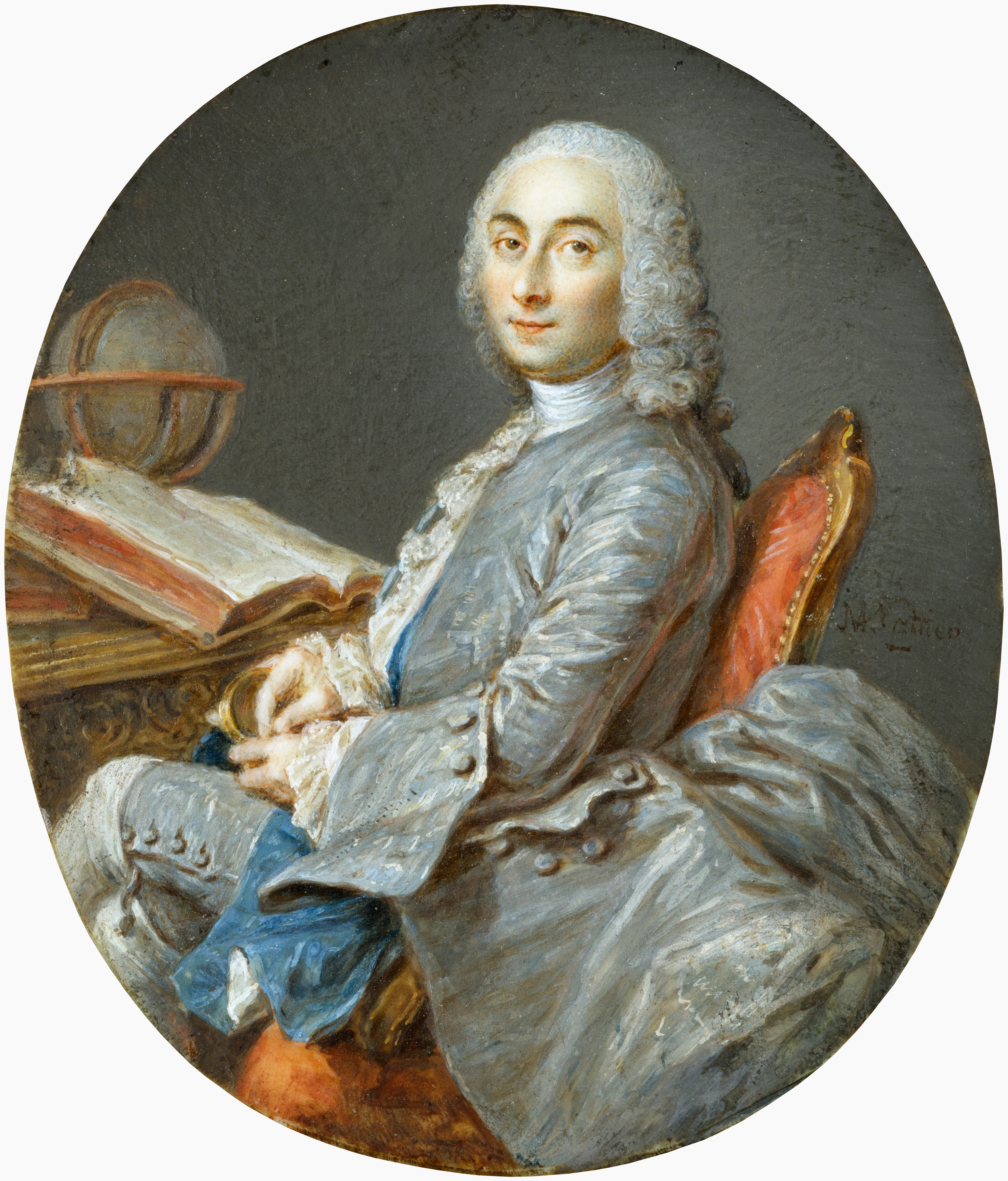
César-François Cassini de Thury

César-François Cassini de Thury (numit și Cassini III sau Cassini de Thury, n. 17 iunie 1714, Thury-sous-Clermont - d. 4 septembrie 1784, Paris) a fost un astronom și geodez francez.
A fost fiul al lui Jacques Cassini, de asemenea astronom.
Este cunoscut în special pentru lucrarea: Carte topographique de la France (Paris, 1744 - 1793), care este rezultatul măsurătorilor trigonometrice și o descriere geometrică a Franței.
După moartea tatălui său a devenit directorul Observatorului din Paris.
În 1761 a vizitat Observatorul Astronomic din Cluj, care fusese înființat în 1756 de profesorul iezuit Maximilian Hell.
Activitatea sa a fost pusă în evidență de matematicieni ca: Montucla, Condorcet, Hutton, Querard și alții.